# Thibault Poissant
Thibault Poissant est un sculpteur et architecte français en à Estrées-lès-Crécy en 1605, et mort à Paris le 16 septembre 1668.

## Biographie
Thibault Poissant est le fils de Claude Poissant, marchand de vins.
Il a commencé à dessiner dès ses premières années. À 16 ans, il est envoyé chez Martin Carron, maître menuisier et sculpture en bois, à Abbeville, qui avait comme apprenti François Anguier, frère de Michel Anguier qui est mort recteur de l'Académie royale de peinture et de sculpture. Ayant fini son temps obligé, il passe à Amiens pour se former chez Nicolas Blasset, sculpteur et architecte. Il a travaillé comme sculpteur sur un Saint-Jean-l'Évangéliste sous la direction de Nicolas Blasset qui se faisait en marbre pour le cardinal de Richelieu.
Après deux années, souhaitant encore progresser dans la sculpture, il s'est rendu à Paris pour travailler auprès de Jacques Sarrazin qui travaillait alors au palais du Louvre. François Sublet de Noyers, secrétaire d'État, a obtenu du roi Louis XIII, des pensions et des aides importantes pour envoyer des élèves se perfectionner à Rome. Thibault Poissant a obtenu une bourse de 500 livres pour aller se former à Rome à partir de 1642. Ayant étudié les antiques, il est revenu à Paris en 1647.
À son retour, il réalise le retable du grand autel de l'église canoniale Saint-Honoré avec trois statues représentant une Vierge à l'Enfant, saint Jean-Baptiste et saint Honoré d'Amiens. À la chambre des Comptes, il a sculpté deux statues en bois représentant la Justice et la Force à la demande de Goret de Saint-Martin, maître des comptes. En 1651, avec François Anguier, il travaille à Moulins sur le tombeau du duc de Montmorency, sur deux anges au-dessus de l'entablement et de grandes figures représentant la Foi et l'Espérance ainsi qu'un bas-relief où est figurée la Charité. 
Il a travaillé au couvent des Minimes de Chaillot. Pour le grand autel, il a réalisé un tabernacle de marbre et deux grandes figures en pierre de Tonnerre représentant Saint-François-de-Paule et Saint-Michel. Il a fait le dessin de la clôture du chœur avec son frère Louis-Antoine Poissanr, maître sculpteur, ancien maître de la communauté de peinture et de sculpture.
Au Grand-Andely, il intervient comme architecte et comme sculpteur à une chapelle consacrée à Sainte Clotilde. Il en a fait le plan, le retable de l'autel et trois grandes figures en pierre de Tonnerre : sainte Anne, saint Nicolas et sainte Clotilde.
Le maréchal de La Ferté-Senneterre l'a employé comme architecte pendant dix années en lui confiant la conduite de plusieurs bâtiments.
Il intervient sur la nouvelle construction de l'église Saint-Sulpice, appelé comme architecte, puis le seul sculpteur ayant la conduite des pilastres et des chapiteaux. Pour les dames religieuses de Saint-Pierre, à Reims, il a réalisé un tabernacle au grand autel ainsi deux figures en pierre de Tonnerre représentant saint Pierre et saint Paul. Il a aussi fait à Reims un mausolée de marbre représentant le martyre de saint Nicaise.
Il a été l'architecte de la chapelle dédiée à Notre-Dame-de-la-Paix dans l'église des capucins de la rue Saint-Honoré, à Paris, pour recevoir et vénérer une petite image de la Vierge qui appartenait à la famille d'Henri de Joyeuse. Michel Corneille le père est choisi pour la peinture. François Girardon y a réalisé les grandes  figures de l'autel, saint François et saint Antoine de Padoue. Il a aussi travaillé sur les colonnes d'ordre corinthien du retable de l'autel. En 1653, la chapelle est visitée par le roi pendant une cérémonie solennelle au cours de laquelle l'image de la Vierge a été placée dans la chapelle.
Il a ensuite travaille sur la sainte chapelle du château de Saint-Fargeau appartenant à la Grande Mademoiselle et y a fait deux figures de terre cuite représentant sainte Anne et saint Joseph. Thomas Regnaudin y a travaillé. Pour le château du Bouchet, près d'Étampes, il a fait une figure de la muse Melpomène.
Sa réputation établie, il est reçu à l'Académie royale de peinture et de sculpture le 17 mars 1663 en présentant un modèle en terre cuite représentant une femme nue, couchée sur un piédestal de marbre. Il est immédiatement admis conseiller honoraire. Il a été ensuite nommé adjoint à professeur.

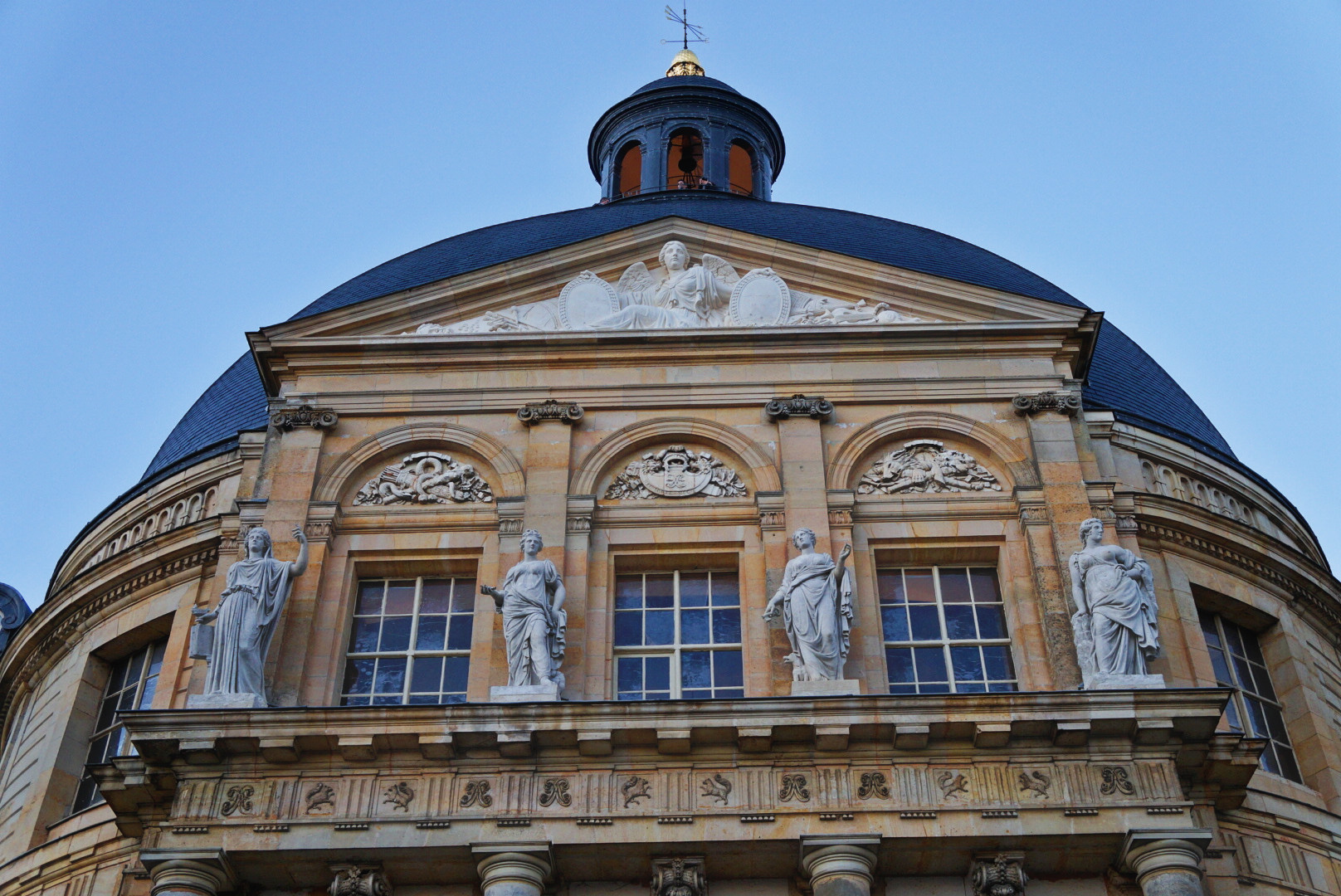
La Renommée
au fronton du château de Vaux-le-vicomte

Il a aussi travaillé au château de Vaux-le-Vicomte, pour Nicolas Fouquet. Il y a réalisé une Renommée couchée sur le fronton du salon du côté du parterre ainsi que les modèles de stuc pour faire huit Termes de grès pour la grotte.

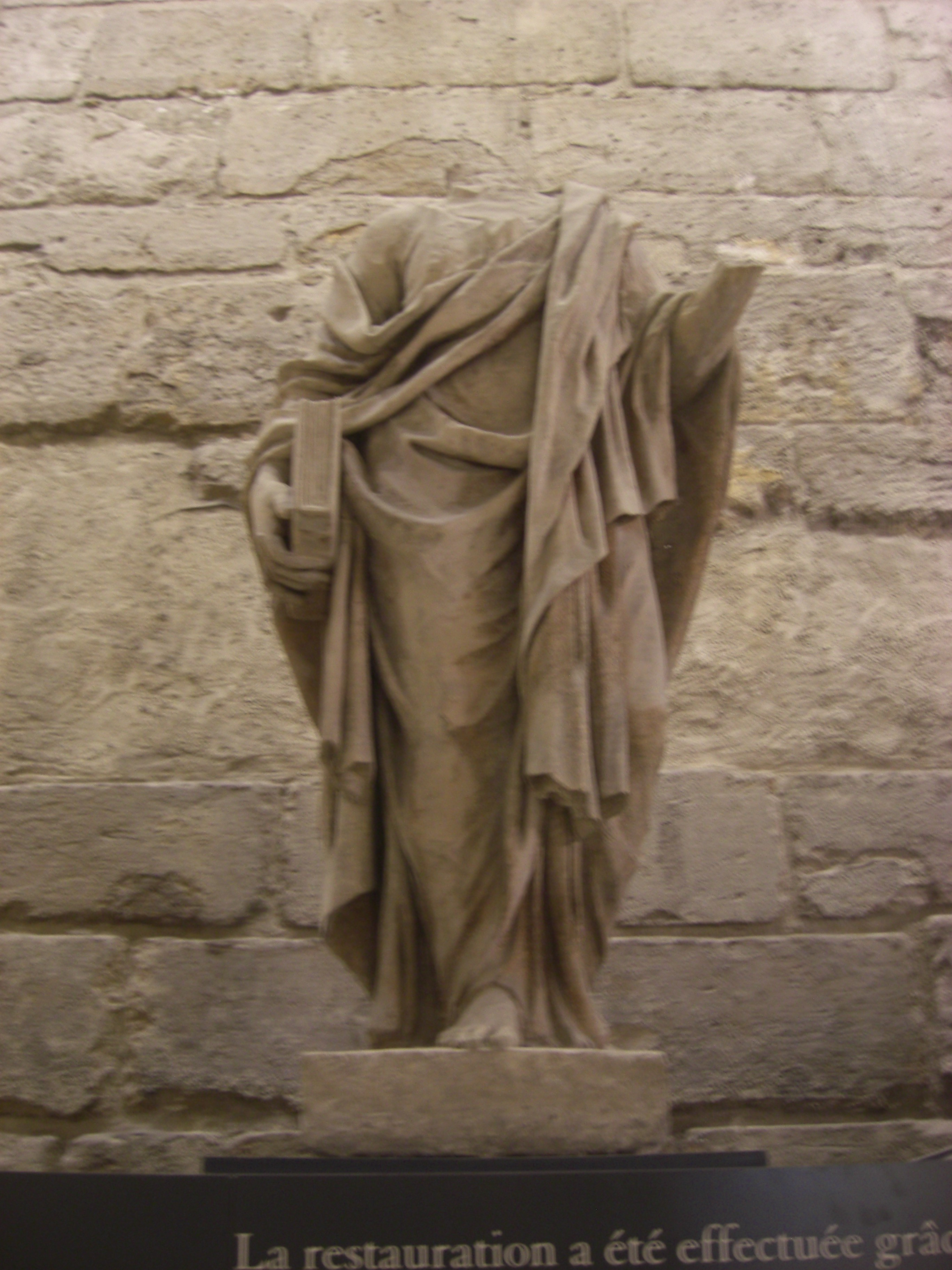
Le Conseil
Palais des Tuileries, déposé au Carrousel du Louvre

Il a travaillé sur plusieurs palais royaux :
- au palais des Tuileries, il a fait six grandes figures au gros pavillon du milieu du palais,
- au palais du Louvre, il a fait le quart des ouvrages de stuc avec plusieurs figures d'enfants dans le salon, au bout de l'appartement de la reine
- aux jardins du château de Versailles, il a sculpté huit Termes de 12 pieds de hauteur représentant Jupiter, Neptune, Pluton, Junon, Vénus, Apollon, Mercure et Pan, posés au fer à cheval.

D'après les Comptes des Bâtiments du roi, le moulage de l’Hercule du palais Farnèse du château de Versailles a été réalisé entre 1666 et 1668 par Thibault Poissant et le mouleur Guillaume Cassegrain. Un paiement de 2 200 livres est fait en 1669 aux héritiers de Thibault Poissant par les Bâtiments du roi. Paul Fréart de Chantelou déclare en 1665 qu'il existe déjà un moulage de l’Hercule Farnèse en France qui aurait été ramené en France par Thibault Poissant quand il est revenu en 1647,. 
Il n'a jamais été marié.